# Dysphania porphyroides
Dysphania porphyroides är en fjärilsart som beskrevs av Louis Beethoven Prout 1917. Dysphania porphyroides ingår i släktet Dysphania och familjen mätare. Inga underarter finns listade i Catalogue of Life.